# Tolminske Ravne
Tolminske Ravne este o localitate din comuna Tolmin, Slovenia, cu o populație de 13 locuitori.